# Believer (película de 2018)
Believer (en hangul, 독전; RR: Dokjeon) es una película surcoreana de acción y crimen que dirigió en 2018 Lee Hae-young. Es una versión de la película de 2012 de Johnnie To Drug War. En ella representa su último papel el actor Kim Joo-hyuk. Se estrenó en Corea del Sur el 22 de mayo de 2018, aunque el 18 de julio del mismo año se estrenó una versión extendida.

## Argumento
Won-ho es un detective de la policía que intenta acabar con el cartel de drogas más grande de Asia, dirigido por un hombre llamado Lee. Nadie lo ha visto y, como resultado, muchos traficantes de drogas se han hecho pasar por él para realizar transacciones ilegales. Un día, cuando Oh Yeon-ok se acerca a Won-ho, quien poco antes había sobrevivido a un intento de asesinato, el equipo de Won-ho llega al lugar y encuentra a un superviviente. Cuando ingresa en el hospital e intenta escapar para averiguar el destino de su madre y su perro mascota, la policía lo detiene y le obliga a confesar. Se revela que es Rak, un exmiembro de la pandilla de Lee. Won-ho lo lleva con su perro y revela que su madre está muerta, lo que hace que Rak se una a la policía para vengarse del jefe responsable de la muerte de su madre y el mal estado del perro.
Rak y Won-ho organizan una reunión con Ha-rim, quien se hace pasar por el Sr. Lee. Mientras planea un negocio falso con él, Won-ho aprende modo de hablar y finalmente se disfraza como Ha-rim, haciéndose pasar por el Sr. Lee. Entonces Rak organiza una reunión entre él y Park Sun-Chang, un criminal que aspira a trabajar con el Sr. Lee. Won-ho imita a Ha-rim y engaña a Park Sun-Chang haciéndole creer que es el Sr. Lee. Sin embargo, Sun-Chang le ofrece su propia droga y, al no poder negarse, Won-ho tiene que esnifarla. La droga muestra sus efectos secundarios pero su equipo lo salva.
Won-ho y su equipo obtienen los materiales de drogas de Ha-rim y Rak los lleva a dos fabricantes de drogas mudos, Dong-Young y Joo-Young. Mientras producen drogas, entra en juego un nuevo criminal llamado Director Brian. Won-ho lo observa desde la distancia y descubre la verdadera identidad de Rak como hijo adoptivo de una familia.
Brian golpea a Sun-chang por conocerlo en persona, mientras que la novia de Ha-rim, Bo-Ryung, llega al lugar al tiempo que Won-ho y Rak se llevan las drogas fabricadas y los secuestran a ambos. Los llevan ante Ha-rim y se produce una pelea prolongada, que resulta en que Won-ho resulta herido y Rak mata a Ha-rim, mientras que uno de los miembros del equipo de Won-ho muere en una explosión en el sitio de fabricación de drogas. El consumo de drogas mata a Bo-ryoung. A pesar de estar conmocionado por la muerte del miembro de su equipo, Won-ho vuelve a preparar a sus hombres para atrapar a Brian, de quien sospecha que es el Sr. Lee. Cuando llegan al sitio, Sun-chang lleva a Rak a una habitación, con intención de matarlo. Totalmente convencido de que Brian no es sino que se hace pasar por Lee, Won-ho y su ayudante se pelean con Brian y sus secuaces. El equipo de Won-ho llega para arrestar a los criminales, pero cuando Rak secuestra a Brian, solo para revelarse como el verdadero Sr. Lee, lo hiere gravemente con la ayuda de sus amigos mudos después de hacer que su condición sea similar a la de su perro. También se revela que Brian fue el responsable de la explosión que mató a la madre de Rak.
Un Won-ho herido busca tanto a Rak como a Brian, solo para encontrar a este último gravemente herido. Regresa y encuentra que falta el perro de Rak. Luego se revela que Won-ho descubrió que el verdadero nombre del perro era Lieca, mientras intentaba comunicarse con él. Rak había fingido que su nombre era Jindo, pero había llamado a su droga en honor a su perro. Won-ho sigue a Rak con la ayuda de un dispositivo GPS que había colocado en Lieca y lo encuentra viviendo con los fabricantes de drogas mudos. Como Won-ho es plenamente consciente de que Rak es el Sr. Lee, quien ahora está oficialmente declarado muerto, este último le ofrece café mientras ambos se sientan a beber, con sus armas sobre la mesa. Won-ho le pregunta a Rak si alguna vez ha sido feliz en su vida, antes de que la cámara salga de la casa y se escuche un disparo.

## Reparto
- Cho Jin-woong como Won-ho, un detective de la unidad de Narcóticos de la policía.[5]
- Ryu Jun-yeol como Seo Young-rak, un traficante de drogas de bajo nivel.[6]
- Kim Joo-hyuk como Jin Ha-rim, un narcotraficante chino-coreano.[7][8]
- Kim Sung-ryung como Oh Yeon-ok.[9]
- Park Hae-joon como Park Seon-chang, un secuaz del cartel de drogas de Mr. Lee y el superior de Rak.[10]
- Cha Seung-won como Brian Lee, director de una empresa industrial, opera en secreto un laboratorio de experimentación de drogas ilegales.[11]
- Nam Moon-chul como jefe de departamento.
- Jung Joon-won como Kang Deok-cheon.[12][13]
- Jin Seo-yeon como Bo-ryeong, la excéntrica novia de Ha-rim.[14][15][16]
- Kang Seung-hyun como So-yeon.[17]
- Seo Hyun-woo como Jeong-il.[14]
- Kim Dong-young como Dong-yeong, un narcotraficante sordomudo y hermano de Joo-yeong.[15][18]
- Lee Joo-young como Joo-yeong, una productora de drogas sordomuda y hermana de Dong Yeong.[15]
- Jung Ga-ram como Dong-woo, un oficial de policía novato que trabaja con la unidad de narcóticos de Won-ho.[19]
- Geum Sae-rok como Soo-jeong, una adolescente problemática, informante de Won-ho.[20][21]
- Park Sung-yeon como intérprete de lenguaje de signos.

## Producción
El rodaje comenzó el 1 de julio y finalizó el 16 de noviembre de 2017.

## Estreno y recepción
Believer se estrenó en los cines de Corea del Sur el 22 de mayo de 2018.

### Respuesta crítica
En el agregador de reseñas Rotten Tomatoes, la película tiene un índice de aprobación del 83% basado en 18 reseñas y una calificación promedio de 5.9/10. Metacritic asignó a la película una puntuación de 58 sobre 100 basada en 5 críticos, lo que indica «críticas mixtas o promedio».
Richard Kuipers de Variety hizo una reseña positiva y escribió: «Believer puede ser más impresionante en los bordes que en el fondo, pero eso no impide que brinde dos horas bastante sólidas de acción y suspenso, dirigidas con fuerza por Lee y con estilo. fotografiado por Kim Tae-kyung. Acompañando la narrativa hay una partitura excelente, predominantemente electrónica, del compositor as Dalpalan. Todo el resto del trabajo técnico es perfecto».
Cary Darling de Houston Chronicle calificó la película con 3.5 de 5 y dijo: «La apasionante narración de Lee Hae-yeong de Johnnie To's Drug War ... se sostiene por sí sola y es lo suficientemente diferente de la original para ser menos que un clon y más que una genuflexión».
Simon Abrams de RogerEbert.com calificó la película con 2 de 4 y dijo: «Believer no aporta mucho porque Lee y Chung esencialmente intentaron mejorar algo que ya era perfectamente inquietante».

### Taquilla
Según el Korean Film Council Believer superó el millón de espectadores en cinco días, convirtiéndose en la película coreana más rápida en lograr este hito en 2018. Un total de 1.004.563 personas habían visto la película hasta el 26 de mayo.
La película fue vista por 3.001.539 espectadores hasta el 2 de junio, y se convirtió en la película coreana más rápida en superar los tres millones de espectadores en doce días este año. Durante el segundo fin de semana en taquilla, la película cubrió el 63,4% de la taquilla del fin de semana, al vender 981.000 entradas en 1.531 salas.
Believer se convirtió en la primera película coreana en superar los cinco millones de espectadores en 2018. La película fue vista por un total de 5.063.620 personas el 29 de septiembre de 2018, superando con creces su punto de equilibrio de 2,8 millones de entradas.

## Continuación
Netflix ha confirmado una continuación de la película, titulada Believer 2, que será dirigida por Baek Jong-yul con un reparto compuesto por Cho Jin-woong, Cha Seung-won, Han Hyo-joo, Oh Seung-hoon, Kim Dong-young y Lee Joo-young.

## Premios y nominaciones
| Premio                                       | Categoría                 | Candidato             | Resultado | Ref.          |
| -------------------------------------------- | ------------------------- | --------------------- | --------- | ------------- |
| 27th Buil Film Awards                        | Mejor actor de reparto    | Kim Joo-hyuk          | Nominado  | [ 38 ] [ 39 ] |
| 27th Buil Film Awards                        | Mejor actor de reparto    | Park Hae-joon         | Nominado  | [ 38 ] [ 39 ] |
| 27th Buil Film Awards                        | Mejor actriz de reparto   | Jin Seo-yeon          | Nominada  | [ 38 ] [ 39 ] |
| 27th Buil Film Awards                        | Mejor actriz de reparto   | Lee Joo-young         | Nominada  | [ 38 ] [ 39 ] |
| 27th Buil Film Awards                        | Mejor fotografía          | Kim Tae-kyung         | Nominado  | [ 38 ] [ 39 ] |
| 27th Buil Film Awards                        | Mejor música              | Dalpalan              | Nominado  | [ 38 ] [ 39 ] |
| 27th Buil Film Awards                        | Mejor dirección artística | Lee Ha-joon           | Nominada  | [ 38 ] [ 39 ] |
| 55th Grand Bell Awards                       | Mejor actor               | Cho Jin-woong         | Nominado  | [ 40 ] [ 41 ] |
| 55th Grand Bell Awards                       | Mejor actor de reparto    | Kim Joo-hyuk          | Ganador   | [ 40 ] [ 41 ] |
| 55th Grand Bell Awards                       | Mejor actriz de reparto   | Jin Seo-yeon          | Ganadora  | [ 40 ] [ 41 ] |
| 55th Grand Bell Awards                       | Mejor fotografía          | Kim Tae-kyung         | Nominado  | [ 40 ] [ 41 ] |
| 55th Grand Bell Awards                       | Mejor dirección artística | Lee Ha-joon           | Nominada  | [ 40 ] [ 41 ] |
| 55th Grand Bell Awards                       | Mejor música              | Dalpalan              | Nominado  | [ 40 ] [ 41 ] |
| 55th Grand Bell Awards                       | Premio técnico            | Believer              | Nominada  | [ 40 ] [ 41 ] |
| 2nd The Seoul Awards                         | Mejor actriz de reparto   | Jin Seo-yeon          | Nominada  | [ 42 ]        |
| 39th Blue Dragon Film Awards                 | Mejor actor de reparto    | Kim Joo-hyuk          | Ganador   | [ 43 ]        |
| 39th Blue Dragon Film Awards                 | Mejor actriz de reparto   | Lee Joo-young         | Nominada  | [ 43 ]        |
| 39th Blue Dragon Film Awards                 | Mejor actriz de reparto   | Jin Seo-yeon          | Nominada  | [ 43 ]        |
| 39th Blue Dragon Film Awards                 | Mejor música              | Dalpalan              | Ganador   | [ 43 ]        |
| 5th Korean Film Producers Association Awards | Mejor actriz de reparto   | Jin Seo-yeon          | Ganadora  | [ 44 ]        |
| 5th Korean Film Producers Association Awards | Mejor montaje             | Yang Jin-mo           | Ganador   | [ 44 ]        |
| 5th Korean Film Producers Association Awards | Mejor música              | Dalpalan              | Ganador   | [ 44 ]        |
| 55th Baeksang Arts Awards                    | Mejor director            | Lee Hae-young         | Nominado  | [ 45 ]        |
| 55th Baeksang Arts Awards                    | Mejor actor de reparto    | Kim Joo-hyuk          | Ganador   | [ 45 ]        |
| 55th Baeksang Arts Awards                    | Mejor actor de reparto    | Park Hae-joon         | Nominado  | [ 45 ]        |
| 55th Baeksang Arts Awards                    | Mejor actriz de reparto   | Jin Seo-yeon          | Nominada  | [ 45 ]        |
| 55th Baeksang Arts Awards                    | Mejor actriz revelación   | Lee Joo-young         | Nominada  | [ 45 ]        |
| 55th Baeksang Arts Awards                    | Premio técnico            | Yang Jin-mo (montaje) | Nominado  | [ 45 ]        |
| Chunsa Film Art Awards                       | Mejor actriz de reparto   | Jin Seo-yeon          | Nominada  | [ 46 ]        |